# Kim Petras
Kim Petras (Keulen, 27 augustus 1992) is een Duits zangeres, die in 2006 als 13-jarige in Duitsland bekend raakte toen zij al jong genderbevestigende zorg ontving.

## Biografie
Petras groeide op met haar moeder, stiefvader en twee zussen. Haar voorouders komen uit Duitsland, Polen, Griekenland en Frankrijk.
Op haar twaalfde jaar begon Petras aan een hormoonbehandeling, die haar puberteit afremde (een gangbare behandelvorm voor transgender tieners en voor tieners met hormoonvariaties). Hiermee verwierf zij media-aandacht. 
In september 2007 was zij model voor een Duitse keten van kapsalons. In september 2008 bracht Petras als zangeres haar debuutsingle in Duitsland uit, getiteld Fade Away. Op 11 maart 2011 verscheen haar debuutalbum: One Piece of Tape. In 2013 werkte ze mee aan de singles Flight to Paris en Heartbeat van Klaas Gerling. Sinds 2011 woont en werkt Petras in de Verenigde Staten, meer bepaald in Los Angeles.
In 2017 publiceerde Petras haar internationale debuutsingle I Don't Want It At All. Dit nummer wist de top van de internationale Spotify hitlijsten te bereiken. Vervolgens bracht ze dat jaar de nummers Hills, Hillside Boys, Slow It Down en Faded uit. In dat jaar werd ze door Spotify opgenomen in het RISE-programma, dat opkomende artiesten een platform biedt.
De singles Heart to Break en Can't Do Better werden in 2018 uitgebracht. Later dat jaar volgde de ep Turn Off the Light, Vol. 1, met als thema Halloween. Een jaar later verscheen een uitgebreide versie daarvan als het conceptalbum Turn Off the Light. Ze werkte ook samen met Charli XCX op het nummer Click van het album Charli, nadat de twee al hadden samenwerkt in 2017 voor Unlock It. In juni 2019 verscheen het album Clarity. Het werd geproduceerd door Dr. Luke. Het is dansbare, melodieuze electropop met teksten over relaties en persoonlijke gevoelens. De single Icy gaat over een gebroken hart. In 2020 bracht Petras meerdere nieuwe singles uit, waaronder Reminds Me en Malibu.
Haar grootste internationale hit tot nu toe was Unholy (2022), samen met Sam Smith. Het nummer won een Brit Awards en een Grammy Award voor Best pop duo/group performance.

## Discografie

### Albums
- 2019: Clarity
- 2019: Turn Off the Light
- 2023: Feed The Beast
- 2023: Problématique

### Ep's
- 2018: Turn Off the Light, Vol. 1
- 2022: Slut Pop
- 2024: Slut Pop Miami

### Singles

#### Als hoofdartiest
| Nummer                                              | Jaar | Album                |
| --------------------------------------------------- | ---- | -------------------- |
| I Don't Want It At All                              | 2017 | Singles zonder album |
| Hillside Boys                                       | 2017 | Singles zonder album |
| Hills (met Baby E)                                  | 2017 | Singles zonder album |
| Slow It Down                                        | 2017 | Singles zonder album |
| Faded (met Lil Aaron)                               | 2017 | Singles zonder album |
| Heart to Break                                      | 2018 | Singles zonder album |
| Can't Do Better                                     | 2018 | Singles zonder album |
| All the Time                                        | 2018 | Singles zonder album |
| If U Think About Me...                              | 2019 | Singles zonder album |
| Homework (met Lil Aaron)                            | 2019 | Singles zonder album |
| 1,2,3 Dayz Up (met SOPHIE)                          | 2019 | Singles zonder album |
| Icy                                                 | 2019 | Clarity              |
| How It's Done (met Kash Doll, Alma en Stefflon Don) | 2019 | Charlie's Angels     |
| Reminds Me                                          | 2020 | Singles zonder album |
| Malibu                                              | 2020 | Singles zonder album |
| Future Starts Now                                   | 2021 | Singles zonder album |
| Coconuts                                            | 2021 | Singles zonder album |
| brrr                                                | 2023 | Feed The Beast       |

#### Als samenwerkingsartiest
| Nummer                | Jaar | Andere artiest(en)              | Album                |
| --------------------- | ---- | ------------------------------- | -------------------- |
| Taste                 | 2009 | Sobertruth                      | Singles zonder album |
| Magnetic              | 2011 | KeeMo                           | Singles zonder album |
| Flight to Paris       | 2013 | Klaas                           | Singles zonder album |
| Heartbeat             | 2013 | Klaas                           | Singles zonder album |
| You                   | 2015 | Isaac Phase                     | PHASE 0001           |
| ANYMORE               | 2018 | Lil Aaron                       | ROCK$TAR FAMOU$      |
| Feeling of Falling    | 2018 | Cheat Codes                     | Single zonder album  |
| How It's Done         | 2019 | Kash Doll, Alma en Stefflon Don | Charlie's Angels     |
| Love Me Less          | 2019 | MAX                             | Singles zonder album |
| Click (No Boys Remix) | 2019 | Charli XCX, Slayyyter           | Singles zonder album |
| SugarCrash!           | 2021 | ElyOtto, Curtis Waters          | Singles zonder album |
| Jenny                 | 2021 | Studio Killers                  | Singles zonder album |
| Unholy                | 2022 | Sam Smith                       | Singles zonder album |
| Alone                 | 2023 | Nicki Minaj                     | Feed The Beast       |

#### Promotiesingles
| Nummer           | Jaar | Album                |
| ---------------- | ---- | -------------------- |
| Fade Away        | 2008 | Singles zonder album |
| Last Forever     | 2009 | Singles zonder album |
| Die for You      | 2009 | Singles zonder album |
| Boomerang        | 2009 | Singles zonder album |
| STFU             | 2014 | Singles zonder album |
| Broken           | 2019 | Clarity              |
| Got My Number    | 2019 | Clarity              |
| Blow It All      | 2019 | Clarity              |
| Sweet Spot       | 2019 | Clarity              |
| All I Do Is Cry  | 2019 | Clarity              |
| Do Me            | 2019 | Clarity              |
| Clarity          | 2019 | Clarity              |
| Personal Hell    | 2019 | Clarity              |
| Another One      | 2019 | Clarity              |
| Party Till I Die | 2020 | Turn Off the Light   |

### Overige bijdrages
| Nummer               | Jaar | Andere artiest(en)     | Album               |
| -------------------- | ---- | ---------------------- | ------------------- |
| Unlock It            | 2017 | Charli XCX, Jay Park   | Pop 2               |
| The Drugs Don't Work | 2018 | Baby E                 | Single zonder album |
| Click                | 2019 | Charli XCX, Tommy Cash | Charli              |
| Broken Glass         | 2020 | Kygo                   | Golden Hour         |
| Villain              | 2020 | K/DA, Madison Beer     | All Out             |

- Bibliothèque nationale de France: cb17889521p (data)
- Gemeinsame Normdatei: 1269939971
- International Standard Name Identifier: 0000 0004 6581 7708
- Library of Congress Control Number: no2019186593
- MusicBrainz: 54fc0558-12b5-4854-9d57-9441bcd73a72
- Virtual International Authority File: 7882157704219844440007
- WorldCat: E39PBJtGW8xhCHVYVfTWtr4H4q